# Estádio Genervino da Fonseca
Estádio Genervino da Fonseca – stadion piłkarski, w Catalão, Goiás, Brazylia, na którym swoje mecze rozgrywa klub Esporte Clube São Luiz.